# Călătorie spre centrul Pământului (film din 2008)
Călătorie spre centrul Pământului (titlu original: Journey to the Center of the Earth) este un film american 3D SF de acțiune de aventură din 2008 regizat de Eric Brevig. Rolurile principale au fost interpretate de actorii Brendan Fraser, Josh Hutcherson și Anita Briem. Este o adaptare cinematografică a romanului O călătorie spre centrul Pământului de Jules Verne, care a mai fost ecranizat în 2008 direct-pe-video de către The Asylum și pentru televiziune de către RHI Entertainment pentru canalul ION.

## Prezentare
În 2007, Trevor Anderson (Brendan Fraser) este un vulcanolog din Boston al cărui nepot de 13 ani, Sean (Josh Hutcherson), ar trebui să petreacă zece zile la el acasă. Trevor află la serviciu că laboratorul fratelui său este închis din cauza lipsei de finanțare. Trevor a uitat că Sean trebuie să vină la el până când primește mai multe mesaje de la mama lui Sean. Când mama lui Sean sosește, îi dă lui Trevor o cutie cu obiecte care i-au aparținut lui Max, fratele lui Trevor și tatăl lui Sean, care a dispărut cu 10 ani înainte, în iulie 1997. Sean devine interesat brusc de ceea ce are de spus Trevor după ce acesta i-a povestit despre tatăl său, pe care nu a avut niciodată ocazia să-l cunoască. În cutie, Trevor descoperă romanul O călătorie spre centrul Pământului de Jules Verne. În carte, Trevor găsește notițe scrise de răposatul său frate. Trevor merge la laboratorul său pentru a afla mai multe despre notițe. Acolo își dă seama că trebuie să meargă în Islanda pentru a investiga singur.
Intenționează să-l trimită pe Sean înapoi la mama sa, dar renunță după protestul lui Sean și merg amândoi cu avionul în Islanda. Aici, încep prin a căuta un alt vulcanolog. Când ajung la instituția acelui om de știință, o întâlnesc pe fiica lui, Hannah (Anita Briem), care îi anunță că tatăl ei este mort. De asemenea, ea le spune că atât tatăl ei, cât și Max credeau că scrierile lui Jules Verne erau relatări adevărate. Cu toate acestea, ea se oferă să-i ajute să urce până la senzorul care a început brusc să trimită date din nou. În timp ce urcă pe munte, o furtună cu fulgere îi forțează pe cei trei să se ascundă într-o peșteră. Intrarea peșterii se prăbușește, prinzându-i în capcană, așa că nu au altă alternativă decât să intre mai adânc în peșteră, care se dovedește a fi o mină abandonată.
Trevor, Sean și Hannah investighează mai departe mina până când cad într-o gaură adâncă, care îi duce în „Centrul Pământului”. Toți trei continuă drumul până descoperă o locuință în care a trăit Max. Trevor și Sean găsesc vechiul jurnal al lui Max. Hannah și Trevor descoperă cadavrul lui Max și îl îngroapă. Trevor citește un mesaj din jurnalul lui Max care a fost scris cu ocazia celei de-a treia aniversări a lui Sean (14 august 1997). Trevor continuă să citească jurnalul lui Max până când își dă seama din notițele sale că trebuie să plece rapid, deoarece temperatura crește constant.
Trevor își dă seama că trebuie să găsească un gheizer care să-i trimită la suprafață. Ei trebuie să facă acest lucru în 48 de ore sau toată apa necesară pentru a crea gheizerul va dispărea. De asemenea, își dau seama că trebuie să plece înainte ca temperatura să treacă de 135°F (cca. 57°C). Încep prin a traversa oceanul subteran cu o plută, unde sunt atacați de diverse creaturi marine, iar apoi cei doi adulți se despart de Sean după ce acesta este luat pe sus de o furtună în timp ce încerca să lege la loc pânza plutei. Ghidul lui Sean este acum o pasăre mică cu bioluminiscență care a apărut când cei trei au ajuns în Centrul Pământului și îl conduce spre râu. Cu toate acestea, el întâlnește un Giganotosaurus, iar Trevor - care îl caută cu disperare - îl salvează. Când ajung la gheizer, totul este uscat. Dar descoperă suficientă apă de cealaltă parte a unui perete.
Trevor folosește o rachetă pentru a aprinde magneziul din perete și declanșează un gheizer care-i aruncă la suprafață prin Muntele Vezuviu, în Italia. Când distrug podgoria unui italian, Sean îi dă un diamant pe care l-a găsit mai devreme. Trevor vede că acesta are multe altele în rucsac și le folosește pentru a finanța laboratorul fratelui său. De-a lungul aventurii, Hannah și Trevor devin treptat atât de atașați unul de celălalt încât se sărută. În ultima zi a vizitei lui Sean la Trevor (care este acum împreună cu Hannah), el părăsește noua lor casă, care a fost cumpărată cu unele dintre diamantele pe care Sean le-a luat din peșteră, iar Trevor îi dă lui Sean o carte intitulată Atlantida, sugerând că ar putea fi viitoarea lor aventură, împreună cu Sean, în viitoarea vacanță de Crăciun.

## Distribuție
- Brendan Fraser - Profesor Trevor "Trev" Anderson, un vulcanolog, unchiul lui Sean și fratele lui Max
- Josh Hutcherson - Sean Anderson, nepotul lui Trevor și fiul lui Liz și Max
- Anita Briem - Hannah Ásgeirsson
- Seth Meyers - Professor Alan Kitzens
- Jean-Michel Paré - Maxwell "Max" Anderson, tatăl lui Sean, fratele lui Trevor și soțul lui Liz
- Jane Wheeler - Elizabeth "Liz" Anderson
- Giancarlo Caltabiano - Leonard
- Garth Gilker - Sigurbjörn Ásgeirsson, mama lui Sean și soția lui Max.